# 森秀男
森 秀男（もり ひでお、1925年9月25日 - 2002年10月30日）は、日本の演劇評論家。

## 人物
東京都に生まれる。早稲田大学第一文学部国文科卒業。日本読書新聞編集部を経て、東京新聞文化部記者となる。1965年から同紙演劇担当となる。東京新聞が中日新聞に買収された後も同社に留り定年まで勤務したが、演劇担当からははずれ、外部媒体で演劇評論家として活動する。鈴木忠志、唐十郎、佐藤信らの初期舞台を積極的に劇評で取りあげ、アングラ演劇の定着に大きな役割を果たす。
日本大学芸術学部、郡山文化女子大学短期大学部で講師を務めた。

## 著書
- 『劇場へ - 森秀男劇評集』 晶文社 1974年
- 『俳優になるには』（新版） ぺりかん社・なるにはBooks　1983年
- 『現代演劇まるかじり - 芝居小屋の18人』 晶文社　1983年
- 『夢まぼろし女剣劇』  筑摩書房　1992年